# Aphis magnopilosa
Aphis magnopilosa är en insektsart. Aphis magnopilosa ingår i släktet Aphis och familjen långrörsbladlöss. Inga underarter finns listade i Catalogue of Life.